# Erich Schröder
Erich Schröder (20 novembre 1898 – 24 dicembre 1975) è stato un calciatore tedesco, di ruolo difensore.